# Leonhard Jarosch
Leonhard Jarosch (3. července 1822 Lvov – leden 1886) byl rakouský soudce a politik z Haliče, na konci 19. století poslanec Říšské rady.

## Biografie
Působil jako prezident krajského soudu v Nowém Sączu. V roce 1885 odešel do penze a císař mu udělil Řád železné koruny.
Byl krátce i poslancem Říšské rady (celostátního parlamentu Předlitavska), kam usedl ve volbách roku 1885 za kurii venkovských obcí v Haliči, obvod Nowy Sącz, Limanowa atd. Zemřel ale již počátkem roku 1886. Do parlamentu místo něj usedl Adolf Vayhinger. Ve volebním období 1885–1891 se uvádí jako Leonhard Jarosch, prezident c. k. krajského soudu, bytem Nowy Sącz. Na Říšské radě v roce 1885 je uváděn coby člen Polského klubu.
Do činnosti parlamentu se fakticky nezapojil. Na cestě do Vídně na zahajovací zasedání sněmovny ocemocněl a již se neuzdravil. Zemřel někdy v lednu 1886. Již 18. ledna 1886 se v tisku uvádí, že v jeho volebním okrsku se budou konat doplňovací volby.